# Picco Umberto Nobile
Il picco Umberto Nobile è la designazione del punto più alto del gruppo montuoso roccioso presente a nord-est della città di Ny-Alesund, nell'area costiera occidentale dell'isola maggiore dell'arcipelago delle isole Svalbard, denominata Spitsbergen. 

## Descrizione
Il picco Nobile (In norvegese: Nobilefjellet) che si volge sul fiordo della Baia del Re (In norvegese: Konksfjorden), si trova sulla Terra di Oscar II, nella penisola di Brøggerhalvøya. Si erge a est sul ghiacciaio Pedersenbreen, e lì si trova in un contesto montuoso a corona, mentre a ovest si presenta sul ghiacciaio Austre Lovenbreen, con il gruppo Bogetoppen a sud, e il gruppo Groenlietoppen a nord.
Coordinate geografiche decimali: lat. = 78.85861 N, lon. = 12.21973 E. Altezza del picco: 876 m.

## Denominazione
Il picco prese il nome che gli diede Gianni Albertini in onore all'ingegnere italiano e generale Umberto Nobile che progettò le aeronavi Norge e Italia, con le quali sorvolò ed esplorò per primo il polo nord, e altre aree artiche nel 1926 e nel 1928.
Nel corso di una spedizione, Gianni Albertini, partito da Ny-Ålesund alla volta dell'esplorazione della costa settentrionale della penisola, stabilì il proprio Campo base d'appoggio ai piedi dell'omonima montagna, in un pianoro circondato dalla stessa e lì stabilì le proprie coordinate geografiche (78°51'31"N, 12°17'4"E).